# Hagfors
 Hagfors  é uma pequena cidade sueca na província histórica da Varmlândia.
 Tem cerca de 5 146 habitantes (2011). É a sede do município de  Hagfors, pertencente ao condado de Varmlândia, situado no centro da Suécia. Está localizada a 23 km a nordeste de Munkfors.